# Claude Winter
Pour les articles homonymes, voir Winter.
Claude Winter est une actrice française née le 18 février 1931 à Tientsin (Chine) et morte le 25 avril 2011 à Paris 15e.

## Biographie
De son vrai nom Claude Wintergerst, elle entre à la Comédie-Française le 1er septembre 1953, en devient la 433e sociétaire le 1er janvier 1960, puis doyenne le 1er janvier 1987.
En 1988, à la suite de la mort de l'administrateur Jean Le Poulain, elle exerce la fonction d'administratrice par intérim pendant deux mois et demi. Lorsqu'elle fait valoir ses droits à la retraite, elle est nommée sociétaire honoraire.
Elle meurt le 25 avril 2011 à Paris,, à 80 ans.

## Théâtre
- 1953 : Un caprice d'Alfred de Musset, mise en scène Maurice Escande, Comédie-Française
- 1953 : Six personnages en quête d'auteur de Luigi Pirandello, mise en scène Julien Bertheau, Comédie-Française
- 1955 : Elizabeth, la femme sans homme d'André Josset, mise en scène Henri Rollan, Comédie-Française
- 1960 : Ruy Blas de Victor Hugo, mise en scène Raymond Rouleau, Comédie-Française
- 1962 : La Troupe du Roy, hommage à Molière, mise en scène Paul-Émile Deiber, Comédie-Française
- 1962 : Le Menteur de Corneille, mise en scène Jacques Charon, Comédie-Française
- 1965 : L'Orphelin de la Chine de Voltaire, mise en scène Jean Mercure, Comédie-Française
- 1967 : L'Émigré de Brisbane de Georges Schéhadé, mise en scène Jacques Mauclair, Comédie-Française
- 1968 : Tartuffe de Molière, mise en scène Jacques Charon, Comédie-Française : Elmire
- 1968 : Athalie de Racine, mise en scène Maurice Escande, Comédie-Française
- 1970 : Malatesta de Henry de Montherlant, mise en scène Pierre Dux, Comédie-Française
- 1970 : Le Songe d'August Strindberg, mise en scène Raymond Rouleau, Comédie-Française
- 1971 : Les Sincères de Marivaux, mise en scène Jean-Laurent Cochet, Comédie-Française
- 1971 : Ruy Blas de Victor Hugo, mise en scène Raymond Rouleau, Comédie-Française au théâtre national de l'Odéon
- 1972 : Horace de Corneille, mise en scène Jean-Pierre Miquel, Comédie-Française
- 1973 : L'Impromptu de Versailles de Molière, mise en scène Pierre Dux, Comédie-Française
- 1973 : La Soif et la faim d'Eugène Ionesco, mise en scène Jean-Marie Serreau, Comédie-Française au théâtre de l'Odéon
- 1973 : Tartuffe de Molière, mise en scène Jacques Charon, Comédie-Française
- 1973 : C'est la guerre, M. Gruber de Jacques Sternberg, mise en scène Jean-Pierre Miquel, Comédie-Française au théâtre de l'Odéon
- 1974 : Ondine de Jean Giraudoux, mise en scène Raymond Rouleau, Comédie-Française
- 1975 : L'Idiot de Fiodor Dostoïevski, mise en scène Michel Vitold, Comédie-Française au théâtre Marigny
- 1976 : Cyrano de Bergerac d'Edmond Rostand, mise en scène Jean-Paul Roussillon, Comédie-Française
- 1977 : Les Fausses Confidences de Marivaux, mise en scène Michel Etcheverry, Comédie-Française
- 1977 : Le Cid de Corneille, mise en scène Terry Hands, Comédie-Française
- 1978 : Meurtre dans la cathédrale de T. S. Eliot, mise en scène Terry Hands, Comédie-Française au palais de Chaillot
- 1978 : Six personnages en quête d'auteur de Luigi Pirandello, mise en scène Antoine Bourseiller, Comédie-Française
- 1979 : Le Pain de ménage de Jules Renard, mise en scène Yves Gasc, Comédie-Française
- 1980 : Port-Royal d'Henry de Montherlant, mise en scène Jean Meyer, Comédie-Française
- 1980 : La Mouette d'Anton Tchekhov, mise en scène Otomar Krejča, Comédie-Française
- 1980 : Les Caprices de Marianne d'Alfred de Musset, mise en scène François Beaulieu, Comédie-Française
- 1981 : Andromaque de Racine, mise en scène Patrice Kerbrat, Comédie-Française
- 1981 : La Dame de chez Maxim de Georges Feydeau, mise en scène Jean-Paul Roussillon, Comédie-Française
- 1982 : Les Corbeaux de Henry Becque, mise en scène Jean-Pierre Vincent, Comédie-Française
- 1984 : Cinna de Corneille, mise en scène Jean-Marie Villégier, Comédie-Française
- 1984 : La Mort de Sénèque de Tristan L'Hermite, mise en scène Jean-Marie Villégier, Comédie-Française
- 1985 : Le Triomphe de l'amour de Marivaux, mise en scène Alain Halle-Halle, Comédie-Française
- 1985 : Macbeth de Shakespeare, mise en scène Jean-Pierre Vincent, Comédie-Française
- 1987 : L’Éternel Mari de Fiodor Dostoïevski, mise en scène Simon Eine, Comédie-Française au théâtre de l'Odéon
- 1987 : Une sorte d'Alaska d'Harold Pinter, mise en scène Bernard Murat, Comédie-Française au Festival d'Avignon
- 1988 : Mort d'un commis voyageur d'Arthur Miller, mise en scène Marcel Bluwal, Centre national de création d'Orléans, théâtre de l'Odéon et théâtre de Nice

## Filmographie

### Cinéma
- 1950 : Méfiez-vous des blondes d'André Hunebelle
- 1954 : Crainquebille de Ralph Habib : l'avocate
- 1973 : Les Hommes de Daniel Vigne
- 1984 : Le Bon Plaisir de Francis Girod
- 1984 : Un dimanche à la campagne de Bertrand Tavernier : Mme Ladmiral
- 1992 : Les Nuits fauves de Cyril Collard : la mère de Jean
- 1993 : Couples et Amants de John Lvoff : Génia
- 1994 : Délit mineur de Francis Girod
- 1994 : L'Ange noir de Jean-Claude Brisseau : Mme Pitot
- 2011 : Rendez-vous avec un ange d'Yves Thomas et Sophie de Daruvar : la grand-mère

### Télévision
- 1962 : Le Théâtre de la jeunesse de Claude Santelli : L'Auberge de l'Ange gardien et Le Général Dourakine : Madame Blidot
- 1962 : La caméra explore le temps : Affaire du collier de la reine de Guy Lessertisseur : Mme de la Motte-Valois
- 1969 : Au théâtre ce soir : Affaire vous concernant de Jean-Pierre Conti, réalisation Pierre Sabbagh, théâtre Marigny
- 1969 : Le Profanateur : Benvenuta
- 1971 : 29 degrés à l'ombre : Mme Pomadour
- 1972 : Ruy Blas : la Reine
- 1972 : Le Bunker : Eva Braun
- 1973 : Horace : Julie
- 1975 : Ondine : la reine Yseult
- 1975 : Tartuffe : Elmire
- 1981 : Le Pain de ménage : Marthe
- 1982 : Les Caprices de Marianne : Hermia
- 1989 : L'Été de la Révolution de Lazare Iglésis : Mme Necker
- 1989 : Manon Roland : la mère de Manon
- 1989 : Les Grandes Familles : Adèle Schoudler
- 1995 : Maigret, épisode Maigret et l'Affaire Saint-Fiacre : la comtesse de Saint-Fiacre

### Films
- Elizabeth Taylor dans : 
  - Soudain l'été dernier (1959)
  - Cléopâtre (1963)
- 1954 : Prince Vaillant : la princesse Aleta (Janet Leigh)
- 1954 : Quatre étranges cavaliers  : Rose Evans (Lizabeth Scott)
- 1956 : Comanche : Margarita Alvarez (Linda Cristal)
- 1956 : Les Dix Commandements : Séphora (Yvonne De Carlo)

### Films d’animation
- 1955  : La Belle et le Clochard : Lady (1er doublage)

## Distinctions

### Décoration
- Chevalier de la Légion d'honneur

### Récompense
- Prix du Brigadier 1988 pour Mort d'un commis voyageur d'Arthur Miller, Centre national de création d'Orléans et théâtre national de l'Odéon